# Estación Odai
La estación Odai (小台停留場 Odai-teiryūjō?) de la línea Toden Arakawa, pertenece al único sistema de tranvías de la empresa estatal Toei, y está ubicada en el barrio especial de Arakawa, en la prefectura de Tokio, Japón.

## Otros servicios
- Toei Bus
  - Línea 43: Estaciones de Tokio, Tabata y Ochanomizu; Hospital Komagome y barrio Marunouchi

## Sitios de interés
- Ruta 458 de Tokio (Av. Odai , importante vía comercial).
- Distrito comercial de Ginza.
- Hospital Satō
- Comisaría de Ogyū, de la Policía metropolitana de Tokio